# Blumenbachia
Blumenbachia é um género botânico pertencente à família Loasaceae.